# 趣意
| ウィキペディアには「趣意」という見出しの百科事典記事はありません（タイトルに「趣意」を含むページの一覧/「趣意」で始まるページの一覧）。 代わりにウィクショナリーのページ「趣意」が役に立つかもしれません。 |